# Renault 4CV
Renault 4CV (фр. quatre chevaux ([kat.ʃəvo]), как если бы писалось quat’chevaux) — французский заднемоторный заднеприводный малолитражный автомобиль фирмы Renault. Модель встала на конвейер в августе 1947 и сошла с него в июле 1961 года. Первый французский автомобиль, проданный в количестве более миллиона экземпляров (рекорд побит моделью Renault Dauphine). Конструкция кузова — монокок, передние двери открываются против хода.
Аббревиатура 4CV расшифровывается 4 cheval-valeur — «4 лошадиные силы». Имеется в виду не фактическая мощность двигателя, а налоговые лошадиные силы, условный показатель, от которого зависит размер налога на автомобиль.

## Разработка
Модель 4CV была разработана в годы немецкой оккупации Франции в тайне, поскольку фирма находилась под строгим контролем, и дозволено было выпускать только грузовые и военные автомобили. В 1941—1944 годах техническим директором фирмы Рено был инженер Вильгельм фон Урах (в 1927—1940 гг. сотрудник концерна Daimler-Benz), франкофил, который разработку малолитражного автомобильчика «не заметил». Группой руководили технический директор Фернан Пикар и Шарль-Эдмон Серре. Пикар незадолго до того перешёл в рамках «Рено» из отдела авиационных двигателей в автомобильный, а Серре был одним из старейших сотрудников Рено. Разработчики предвидели, что послевоенная бедность потребует маленького и экономичного автомобиля. Сам Луи Рено, однако, в 1940 году полагал, что после окончания войны фирме следует вернуться к производству автомобилей среднего класса. Глава испытательного отдела Жан-Огюст Риольфо и руководители нескольких других отделов, знали о разработке с самого начала. В мае 1941 года Луи Рено ворвался в офис, где Серре и Пикар обсуждали макет нового двигателя, после чего в ходе малоприятной беседы им удалось получить одобрение Рено. Проект получил шифр 106E. Однако, поскольку немцы запрещали работу над новыми моделями легковых автомобилей, 4CV был представлен как задача самого низкого приоритета, ответвление от проекта нового двигателя, якобы предназначенного для послевоенного возвращения на конвейер модели Juvaquatre, выпускавшейся в 30-е годы. Хотя фон Урах и упорно закрывал на 106E глаза, немецким руководителям отделов не доверяли.

### Влияние Volkswagen
В ноябре 1945 в рамках обсуждения репарационных соглашений правительство пригласило Фердинанда Порше изучить возможность переноса во Францию производственных мощностей «Фольксвагена». 15 декабря 1945 Порше пригласили в «Рено» для консультации по поводу готовящегося 4CV. Ранее концерн «Рено», недавно национализированный, возглавил герой Сопротивления Пьер Лефашо, который исполнял обязанности руководителя с момента странной гибели Луи Рено. Лефашо был арестован Гестапо в июне 1944 и помещён в концлагерь Бухенвальд, откуда для допросов переведён в Мец. Вскоре из-за активного продвижения фронта Союзников Мец был немцами оставлен, и узников бросили. Лефашо не мог стерпеть того, что почти готовый к выпуску Рено 4CV может получить клеймо модели, «вдохновлённой Фольксвагеном», и ещё больше рассердился на то, что Порше приглашён политиками, ничего не понимающими в конструировании автомобилей. Правительство настаивало, и состоялась серия из 9 встреч, быстро следовавших друг за другом. Лефашо сделал всё от него зависевшее, чтобы эти консультации не возымели никакого влияния на разработку 4CV, а Порше, в свою очередь, вынес осторожное заключение, что модель может быть подготовлена к крупносерийному производству в течение года.
Лефашо пустил в ход свои связи, и после этих консультаций Фердинанд Порше и его сын Ферри были арестованы за военные преступления — использование принудительного труда, в том числе французов, на заводе «Фольксваген» в Германии. Их предложили выпустить под залог, но Порше мог выплатить лишь половину запрошенной суммы, в результате чего Ферри Порше смог вернуться в Германию в марте 1946 года, а его отец безо всякого суда провёл в Дижонской тюрьме 20 месяцев.

### Прототипы
Первый прототип, законченный в 1942, был двухдверным. За следующие три года было изготовлено ещё два прототипа. Уже при Лефашо прототип прошёл испытания в поместье Herqueville, принадлежавшем Луи Рено.

## Подготовка к выпуску
Согласно некоторым источникам, Луи Рено в 1940 году указывал своим инженерам «сделать машину как у немцев». Вплоть до упрощения техзадания в 1945 году, модель 4CV имела фальшрешётку радиатора из шести тонких хромированных молдингов, предназначенных несколько отвлечь внимание от того факта, что прототип чрезвычайно похож на «Фольскваген Жук», и приблизить облик машины к модным переднеприводным моделям начала 1940-х из Детройта.
Немалый вклад в успех 4CV внесли новые методологии, применённые в его производстве с почина Пьера Безье, который начал свою 42-летнюю карьеру в «Рено» с наладчика, затем стал разработчиком оснастки и дослужился до начальника инструментальной службы. В 1949 году он разработал поточные линии для производства подавляющей части механизмов 4CV. На этих линиях для обработки, к примеру, блоков двигателей, применялись высокопроизводительные инструменты. Будучи в заключении в течение Второй мировой войны, Безье занимался разработкой и модификацией автоматических станков, изобретённых концерном «General Motors» перед войной. На поточных линиях заготовки передавались от одного автоматизированного станка к другому при помощи электромагнитных приспособлений (предшественников современных роботов-манипуляторов).

## Запуск конвейера. Вхождение на рынок

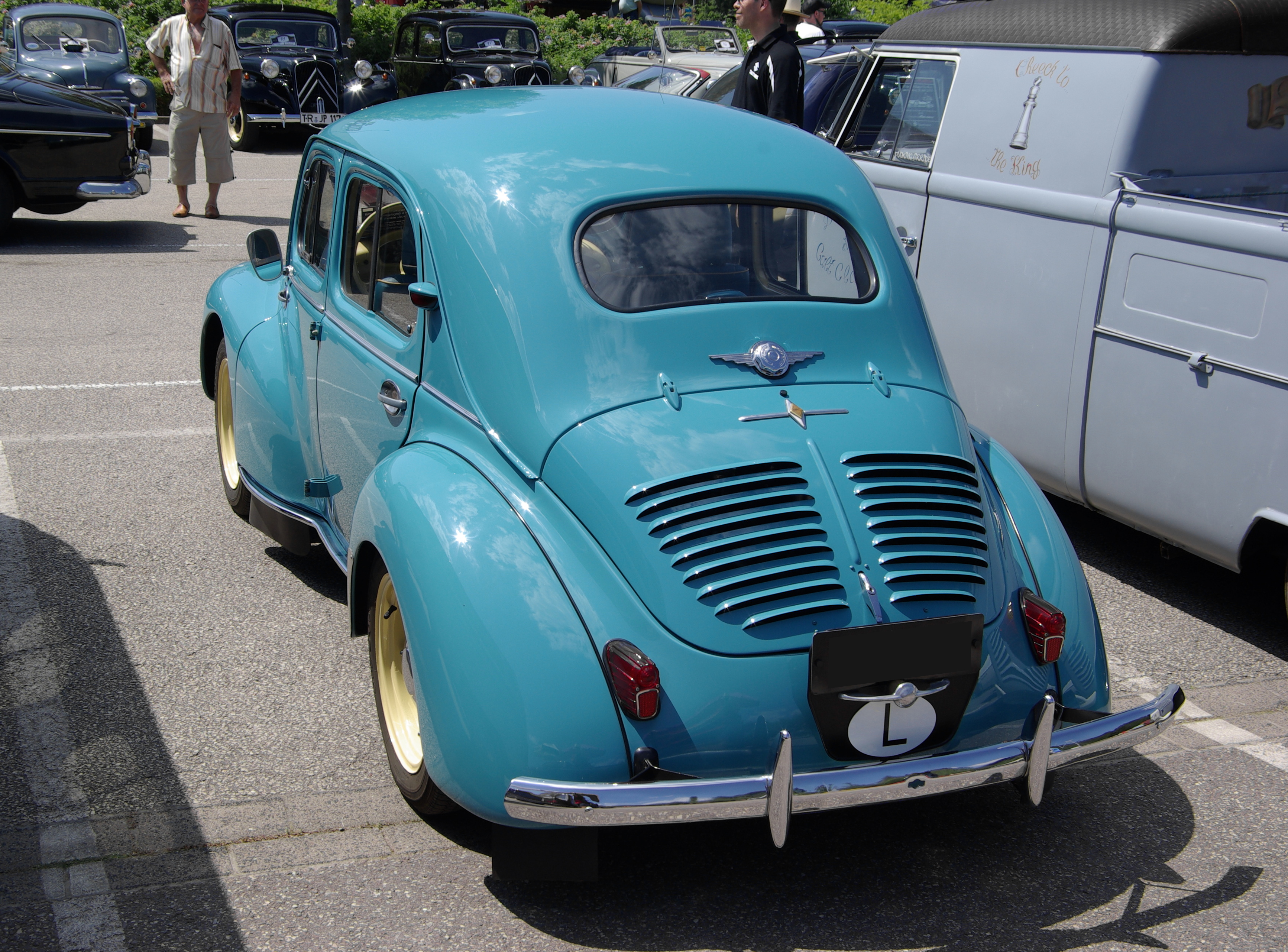
Вид сзади, на капоте — вентиляционные щели

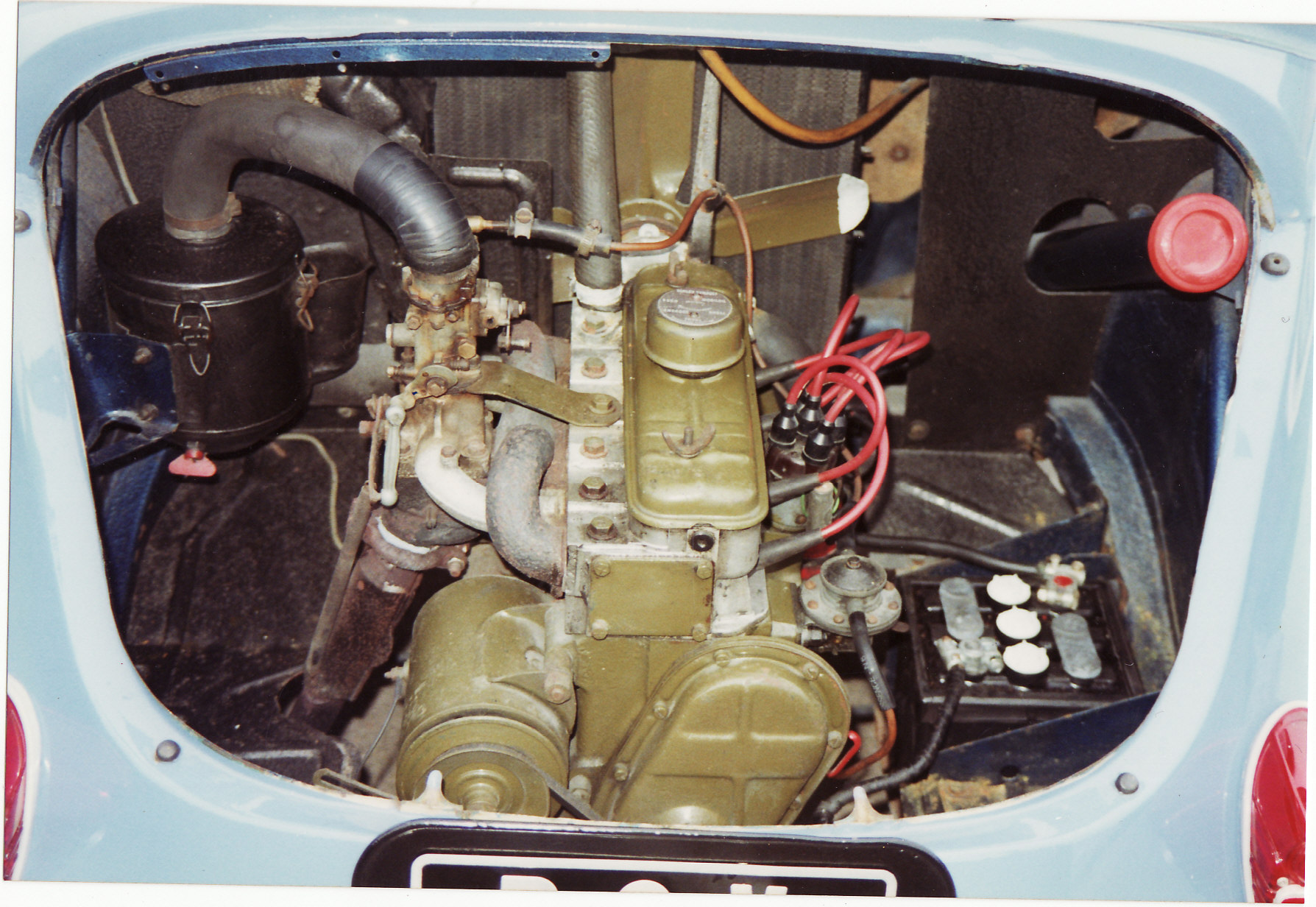
Двигатель расположен продольно сзади (1960 750 см^{3})

Модель 4CV была представлена публике в 1946 году на Парижской автомобильной выставке, а в продажу поступила год спустя. На конвейер завода в Бийанкуре 4CV встал в октябре 1947, незадолго до очередной Парижской автовыставки, но в течение первого года предложение существенно отставало от спроса. Реклама «Рено» обращала внимание на сотни новых единиц оборудования и передовые технологии, введённые для производства первого послевоенного массового автомобиля.
После запуска в производство 4CV получил прозвище «La motte de beurre» — «кусок масла» — как за форму, так и за цвет, поскольку для первых серий использовали песочно-жёлтую краску, оставшуюся от производства автомобилей для роммелевского Африканского корпуса Вермахта. Позднее модель называли «quatre pattes» — «четыре лапы».
Сначала 4CV имел 760-см3 рядный четырёхцилиндровый двигатель, расположенный сзади, и трёхступенчатую ручную коробку передач. В 1950 году 760-см3 двигатель уступил место 747-см3 версии мотора «Бийанкур» мощностью 17 л. с. (13 кВт).
Несмотря на то, что сначала продажи шли плохо из-за скверного состояния экономики послевоенной Франции, к середине 1949 года было продано 37 000 автомобилей, модель стала самой продаваемой в стране. 1 760 машин было продано в 1950 году за Рейном, в Западной Германии, что составило 25 % от импорта автомобилей в это государство (больше в ФРГ было импортировано только Fiat 500). 4CV продержался на конвейере ещё более десяти лет.
За время производства мощность двигателя постепенно возросла до 21 л. с. (16 кВт) за счёт роста октанового числа топлива и, соответственно, степени сжатия. При малой массе автомобиля (620 кг) это позволяло ему разгоняться от 0 до 90 км/ч за 38 секунд. Максимальная скорость была чуть менее 100 км/ч. Двигатель был весьма гибким и допускал использование и второй, и высшей передачи в диапазоне скоростей 5—100 км/ч, при этом на первой передаче синхронизатор отсутствовал, что позволяло пользоваться ею только при трогании с места.

## Управление
Заднее расположение двигателя и, соответственно, лёгкий передний мост, позволили применить рулевое управление с малым передаточным числом, не опасаясь чрезмерного усилия на рулевом колесе, и в первых автомобилях «от борта до борта» руль делал всего 2¼ оборота. Такое острое управление, несомненно, радовало умелых водителей, но испытания показали, что на мокрой дороге следует быть весьма осторожным. Впоследствии конструкторы ударились в другую крайность и снабдили автомобиль 4½-оборотным рулём.

## Попытка проникнуть в нижний ценовой сегмент рынка
В начале 1953 года производители представили под названием «Renault 4CV Service» удешевлённую версию, лишённую всех «атрибутов роскоши»:
- Применили покрышки меньшей ширины.
- Отказались от фальшрешётки радиатора и хромированных ободков фар.
- Упростили сиденья, уменьшили число спиц рулевого колеса с трёх до двух.
- Палитру доступных цветов урезали до одного — серого.

В результате этого автомобиль стал стоить меньше 400 000 франков. Решение расширить рынок 4CV в сторону нижнего сегмента было связано с тем, что модель «Dauphine» уже была в высокой степени готовности, и следовало несколько развести на рынке две модели, которые планировалось выпускать параллельно. Тем не менее, следует полагать, что реакция рынка на «Renault 4CV Service» была сдержанной, поскольку эта модель уже через год покинула автосалоны «Рено». Возможно, это произошло из-за растущей популярности «Citroën 2CV». Несмотря на смехотворные характеристики, которые придавал «Ситроену» двигатель в жалкие 375 см3, кузов 2CV был больше, чем у 4CV, а цена начиналась от 341 870 франков.

## Преемники
Формально заменить 4CV была призвана модель «Dauphine», запущенная в 1956, но 4CV оставался на конвейере до 1961 года, а заменён был моделью «Renault 4» с аналогичными 4CV двигателем и ценой.

## В мире

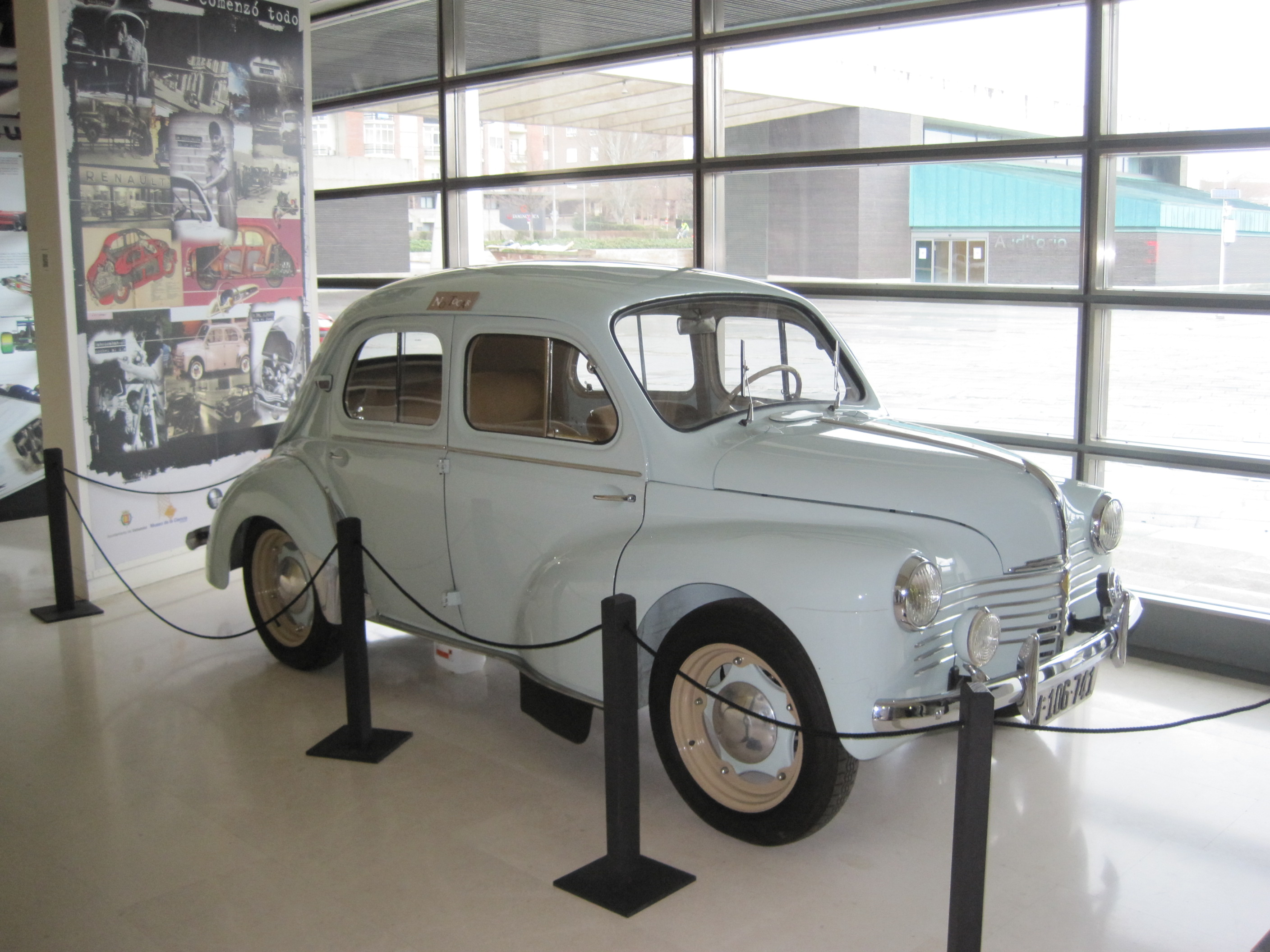
Первый автомобиль «Renault 4CV», выпущенный «FASA-Renault» на заводе в Вальядолиде. Завод открыт в 1951. Valladolid Science Museum.

Всего произведено 1 105 543 экземпляра. 4CV — первый французский автомобиль, перешагнувший миллионный рубеж.
Большинство машин сошло с конвейера завода «Île Seguin» на острове посреди реки против Бийанкура, но вдобавок 4CV собирали в семи других странах. В декабре 1949 объявили, что 4CV замещает «Juvaquatre» на заводе «Рено» в Астоне (Западный Лондон). Праворульные 4CV там собирали, главным образом, из ввозимых из Франции узлов. Помимо Англии, сборку 4CV наладили в Австралии, Бельгии, Ирландии, Испании, ЮАР и Японии (где компания Hino Motors прославилась качеством своих 4CV).

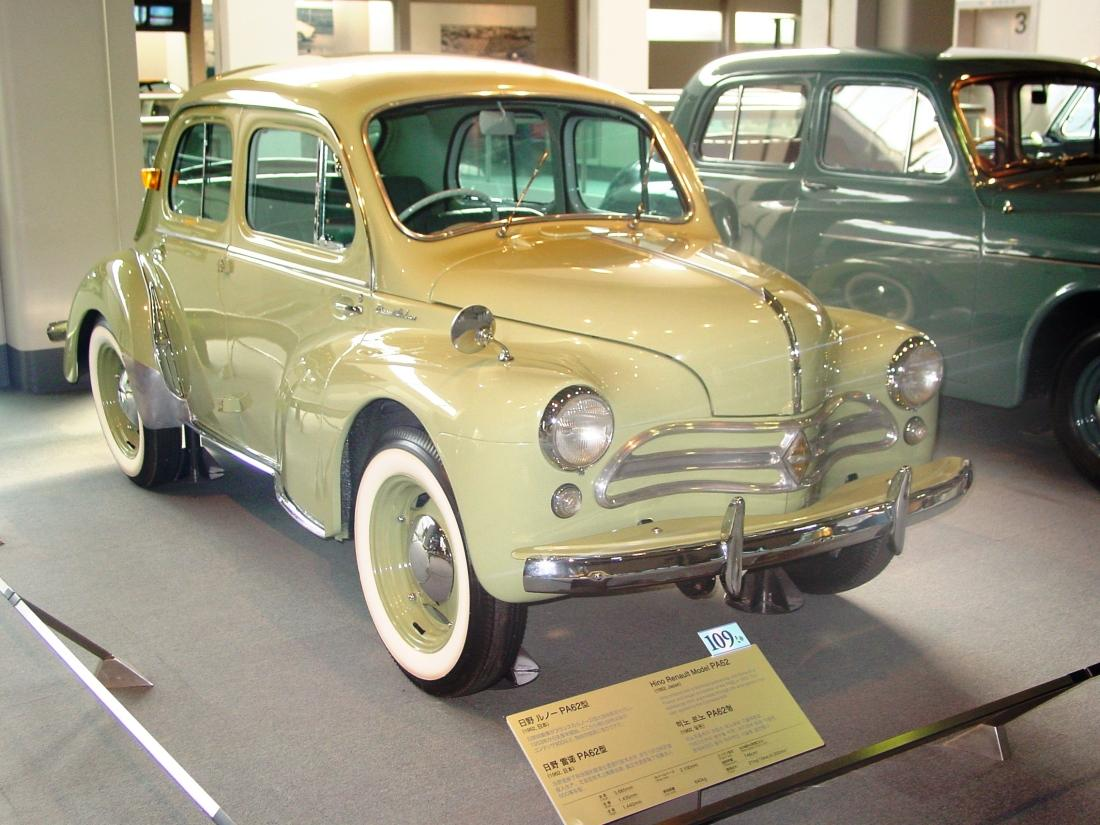
1962 Hino PA62

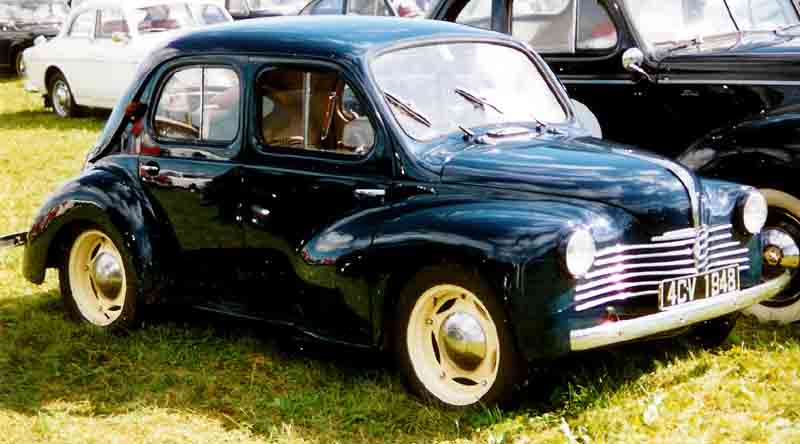
«Renault 4CV» 1948
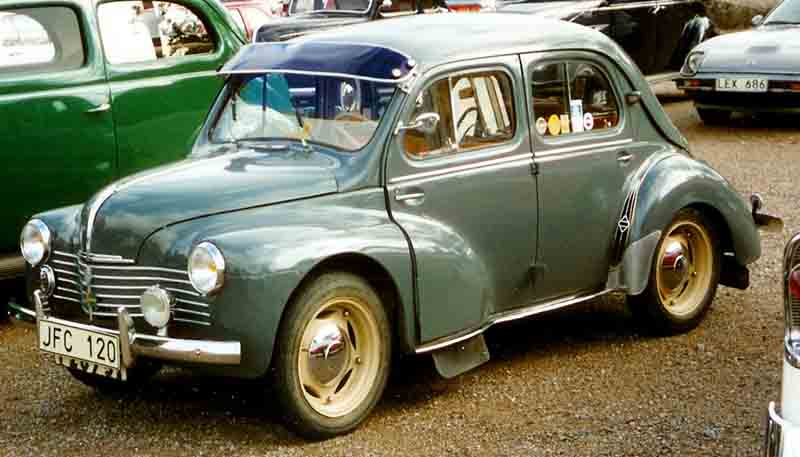
Renault 4CV R 1062 Sport 1952
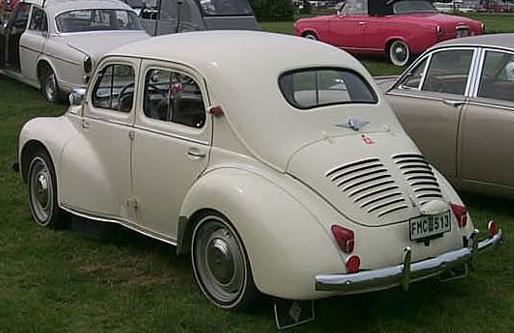
«Renault 4CV» вид сзади
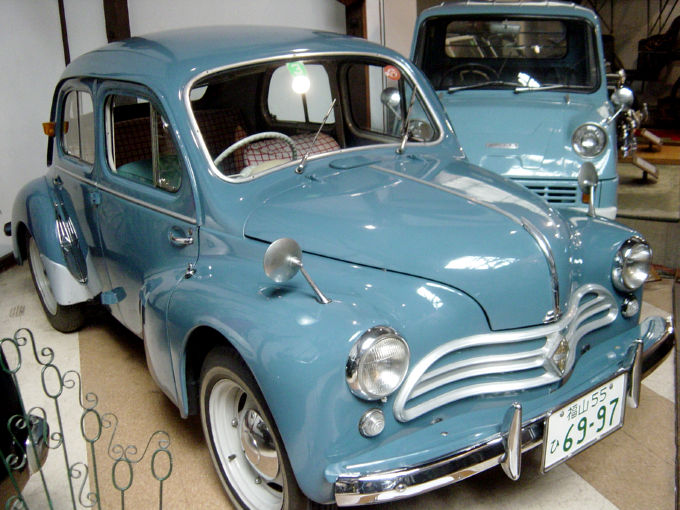
Hino 4CV, японская версия Renault 4CV
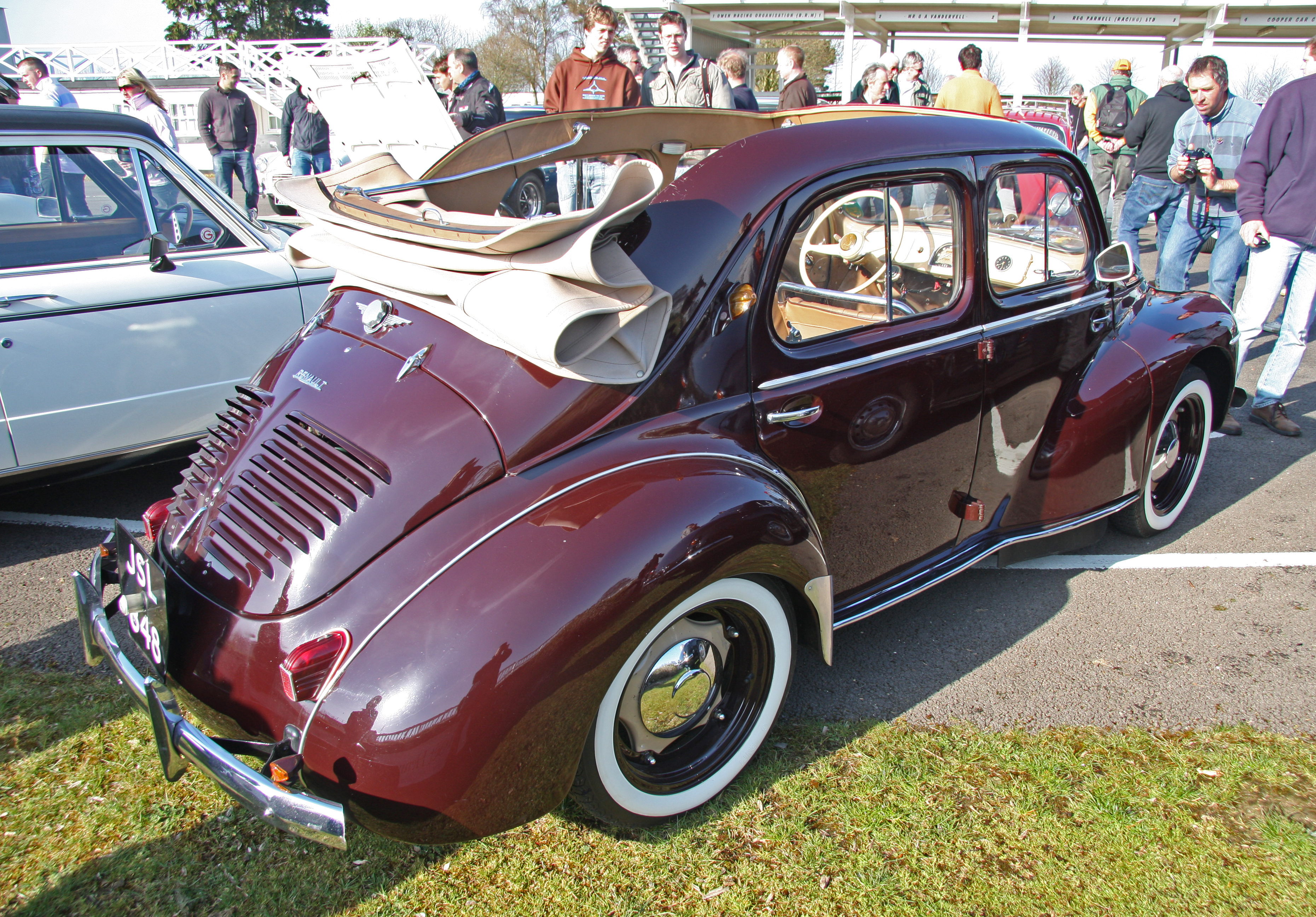
Renault 4CV кабриолет — монокок без жёсткой крыши
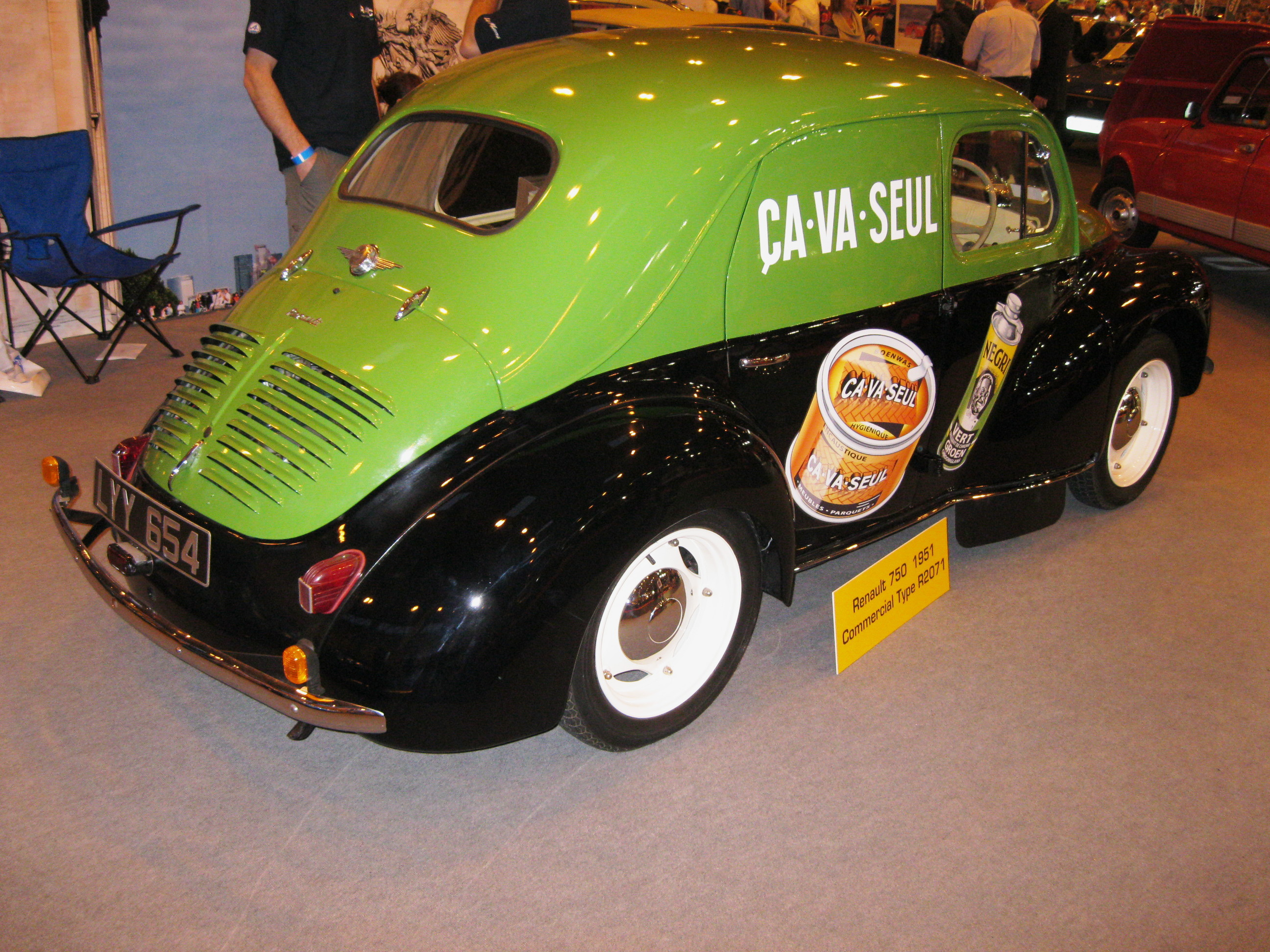
1951 Renault 750 тип кузова Commercial R0271
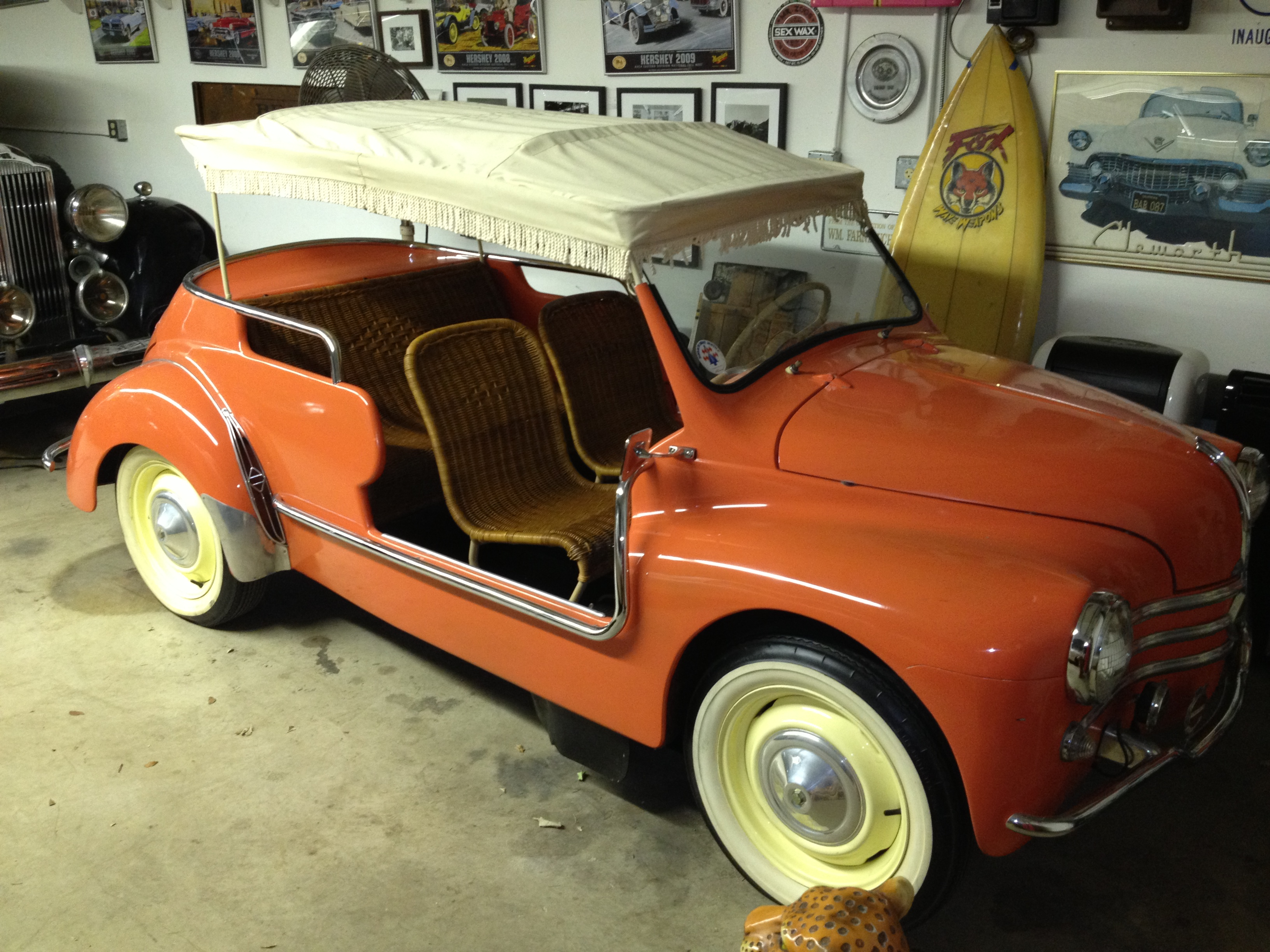
1961 Renault 4CV пляжный (Renault Jolly)
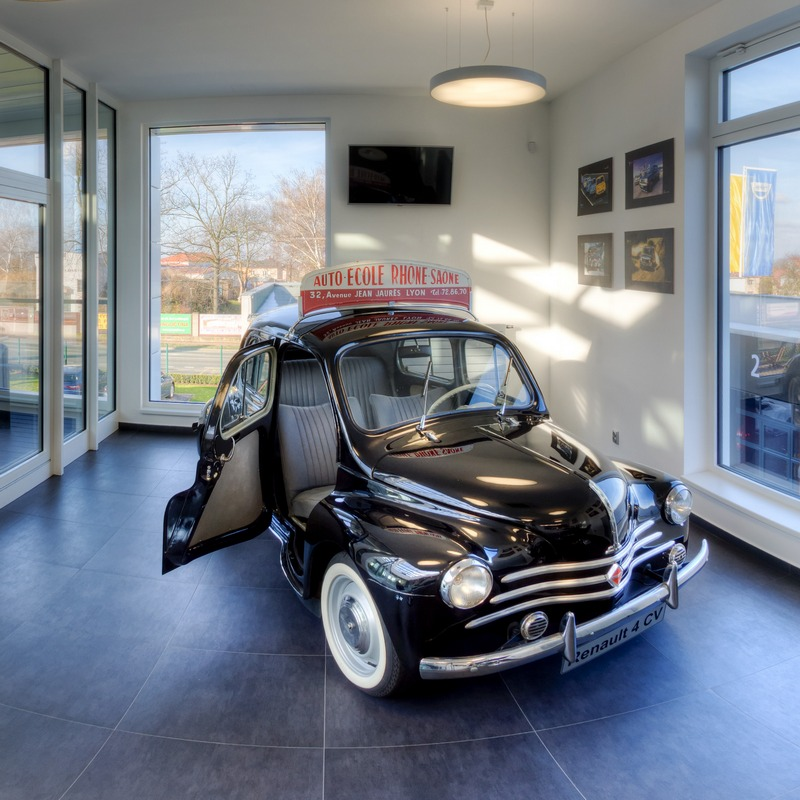
Renault 4 CV в автосалоне Auto Kout Centrum